# Tommy Johnson (voetballer)
Thomas ("Tommy") Johnson (Gateshead, 15 januari 1971) is een Engels voormalig voetballer die doorgaans als centrumspits speelde. Johnson is het meest bekend als aanvaller van Aston Villa in de Premier League van 1995 tot 1997.

## Carrière
In januari 1995 tekende Johnson een contract bij Aston Villa FC, waar oud-speler Brian Little in november 1994 werd aangesteld als manager na het ontslag van Ron Atkinson wegens tegenvallende resultaten. Villa stond onder in de klassering en zou achttiende worden, een plaats boven de degradatiezone. Johnson was een van de transfers die Villa op termijn weer naar een hoger niveau moesten tillen. Twee jaar voor zijn komst werd Aston Villa namelijk vice-kampioen onder Ron Atkinson.
Johnson, die meer dan 70 doelpunten scoorde bij opleidingsclub Notts County en daarna Derby County, verwees Dalian Atkinson naar de bank. Daarnaast was hij immens populair onder supporters. Ondanks zijn status als publiekslieveling stond Johnson echter vaker in de schaduw van Dwight Yorke en oudgediende Dean Saunders; die laatste had de club een seizoen eerder nog de League Cup-winst bezorgd. Johnson hoopte een jaar later eerste keus te worden, maar Little kocht Savo Milošević weg bij FK Partizan Belgrado waardoor die laatste basisspeler was ten koste van Johnson. Hij zou uiteindelijk dertien keer de weg naar doel vinden in de Premier League, maar veel speelkansen kreeg Johnson niet meer. Johnson, die tweeënhalf seizoenen voor de club uitkwam, speelde 47 competitiewedstrijden voor Aston Villa in de Premier League.
In de zomer van 1997 verhuisde hij naar de Schotse topclub Celtic FC, waar blessures hem belemmerden om basisspeler te zijn. In vier seizoenen speelde hij slechts 35 competitiewedstrijden, waarin hij weliswaar 18 doelpunten scoorde. Celtic Glasgow besloot hem te verhuren aan de (toenmalige) Engelse middenmoters Everton en Sheffield Wednesday, zonder groot succes. In zijn periode bij Celtic won Johnson de Scottish Premier League, de Scottish Cup en de Scottish League Cup, maar omwille van blessures was zijn bijdrage miniem. In het seizoen 2001/2002 kwam Johnson uit voor Kilmarnock FC en na passages bij de Engelse clubs Gillingham, Sheffield United en Scunthorpe United was hij nog even actief als amateur bij Tamworth en Rocester, in de periode 2002–2007. Johnson beëindigde zijn carrière op 36-jarige leeftijd.

## Erelijst
Aston Villa FC
- League Cup

1996
 Celtic Glasgow FC
- Scottish Premier League

2001
- Scottish Cup

2001
- Scottish League Cup

2000, 2001